# 克萊德 (北卡羅萊納州)
克萊德（英語：Clyde）是一個位於美國北卡羅萊納州海伍德縣的城鎮。

## 人口
根據2020年美國人口普查的數據，克萊德的面積為2.24平方千米，皆為陸地。當地共有人口1368人，而人口密度為每平方千米611人。